# Entosthodon flexisetus
Entosthodon flexisetus är en bladmossart som beskrevs av C. Müller 1879. Entosthodon flexisetus ingår i släktet koppmossor, och familjen Funariaceae. Inga underarter finns listade i Catalogue of Life.